# زمغة زيتش (مقاطعة دلفان)
زمغة زيتش (بالفارسية: زمگه زیچ) هي قرية تقع في قسم ايتيوند الجنوبي الريفي (مقاطعة دلفان) في إيران. يقدر عدد سكانها بـ 0 نسمة بحسب إحصاء 2016.